# Sendai, Mijagi
Sendai (japonsko 仙台市) je glavno mesto japonske prefekture Mijagi in leži na severovzhodu otoka Honšu, v regiji Tohoku.
Leta 2011 je bilo mesto naseljeno z 1.052.039 prebivalcev (gostota prebivalstva pa je bila 1.340 oseb na km²). Skupna površina mesta je 785,85 km².
Mesto Sendai je leta 2011 prizadel hud potres. 